# Wolfgang von Kluge
Wolfgang von Kluge (5 de mayo de 1892 - 30 de octubre de 1976) sirvió en ambas guerras mundiales. Alcanzó el rango de Generalleutnant en la Wehrmacht para 1943, comandando varias divisiones. Fue el comandante de la "Fortaleza Dunkerque" entre julio y septiembre de 1944. Fue condecorado con la Cruz de Caballero de la Cruz de Hierro de la Alemania Nazi.
Era el hermano menor de Gunther von Kluge (1882-1944).

## Condecoraciones
- Cruz de Caballero de la Cruz de Hierro el 29 de agosto de 1943 como Generalleutnant y comandante de la 292. Infanterie-Division[2]